# Adelobotrys stenophylla
Adelobotrys stenophylla är en tvåhjärtbladig växtart som beskrevs av John Julius Wurdack. Adelobotrys stenophylla ingår i släktet Adelobotrys och familjen Melastomataceae.
Artens utbredningsområde är Venezuela. Inga underarter finns listade i Catalogue of Life.